# Zelota bryanti
Zelota bryanti är en skalbaggsart som beskrevs av Stefan von Breuning 1938. Zelota bryanti ingår i släktet Zelota och familjen långhorningar.
Artens utbredningsområde är Sarawak. Inga underarter finns listade i Catalogue of Life.